# O'odham
O'odham is een taal uit de Uto-Azteekse taalfamilie.
Het O'odham wordt gesproken door de Pima en de Papago in zuidelijk Arizona en noordelijk Sonora, op het grensgebied van de Verenigde Staten en Mexico. Het wordt door zo'n 30.000 tot 45.000 mensen gesproken, waarvan er 12.000 in de Verenigde Staten leven. Het O'odham is de 10e meest gesproken inheemse taal in de Verenigde Staten en de 3e meest gesproken inheemse taal in de staat Arizona, na het Apache en Navajo. In Pinal County is het O'odham de 3e meest gesproken taal, in Pima County de 4e.
Het O'odham wordt op een aantal scholen onderwezen, waardoor het een vrij goede overlevingskans heeft. Een klein deel van de sprekers is niet tweetalig.